# 大石壁坑
大石壁坑，是台灣新北市貢寮區的一個地名，位於該區南部，即雙溪二級支流石壁坑溪的中、上游山區，範圍大致為龍崗里南半部、吉林里東南部凸出部分。

## 歷史
台灣清治末期，大石壁坑地區為一街庄，稱為「大石壁坑庄」，隸屬於三貂堡。該庄東北與下雙溪庄為鄰，東與遠望坑庄為鄰，南邊為大里簡庄，西邊及西北邊為槓仔藔庄。
1901年（日治明治三十四年）11月，該庄隸屬於基隆廳，編入第十區。1905年（明治三十八年）7月，第十區、第十一區合併為「槓仔寮區」。1920年（大正九年），該庄改制為「大石壁坑」大字，隸屬於臺北州基隆郡貢寮庄。
戰後貢寮庄改制為貢寮鄉，隸屬於臺北縣，大字亦改制為村。2010年（民國99年）12月，臺北縣升格為新北市，貢寮鄉改制為貢寮區，村改制為里。